# Banjarharja
Banjarharja is een bestuurslaag in het regentschap Ciamis van de provincie West-Java, Indonesië. Banjarharja telt 6002 inwoners (volkstelling 2010).